# Benjamin Kiss
Benjamin Kiss (* 16. September 1968 in Bern, Schweiz) ist ein Schweizer Schauspieler.

## Leben
Benjamin Kiss absolvierte seine Ausbildung an der Hochschule für Schauspielkunst „Ernst Busch“ Berlin und studierte mehrere Semester an der Hochschule der Künste (HDK) Berlin bei Rebecca Horn freie Kunst.
Seit Folge 3823 (2010) spielte er bis 2016 in der täglichen RTL-Serie Unter uns in einer Hauptrolle den Gymnasiallehrer Henning Fink.
Als Theaterschauspieler war er u. a. in Berlin, Baden-Baden und Zürich zu sehen.
Benjamin Kiss arbeitet heute als Theater Regisseur, Schauspieler und freier Künstler und seit 2016 als Dozent an der Hochschule für Schauspielkunst "Ernst Busch" Er lebt in Berlin.